# Syleus

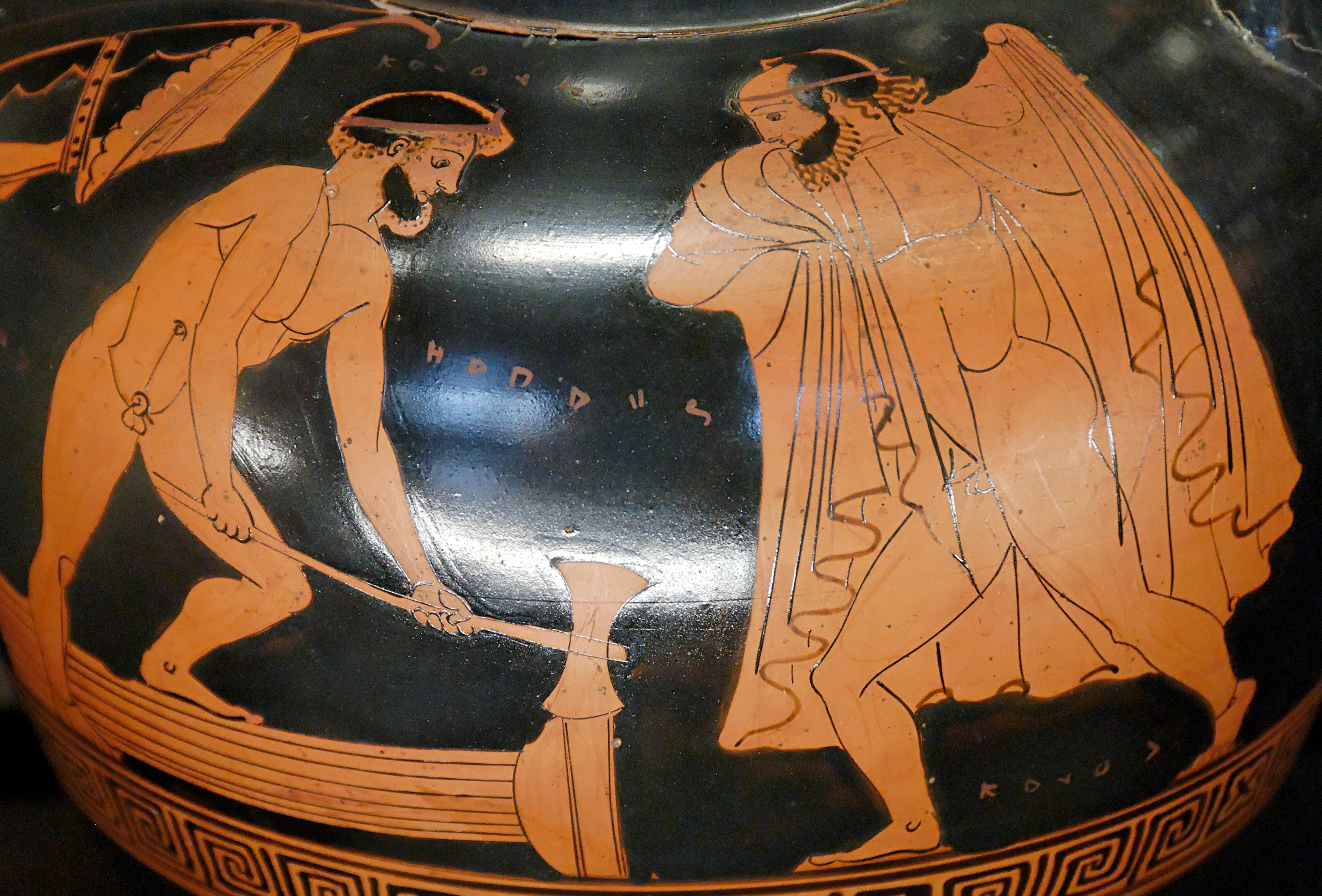
Herakles i Syleus, scena z attyckiej amfory w stylu czerwonofigurowym, początek V wieku p.n.e.

Syleus (gr. Συλεύς) – postać z mitologii greckiej, pojawiająca się w cyklu mitów o Heraklesie.
Był właścicielem winnicy. Pojawiających się w okolicy jego posiadłości przechodniów zmuszał do pracy w niej, a następnie zabijał ich. Pokonanie Syleusa było jednym z zadań Heraklesa, gdy pełnił służbę u królowej Omfale dla odpokutowania zabójstwa Ifitosa. Heros dobrowolnie oddał się Syleusowi w niewolę i zamiast pracować, drwił sobie z niego, po czym zabił go jego własną motyką i spalił winnicę.
Według jednej z wersji mitu miał brata imieniem Dikajos, któremu oddał na wychowanie swoją córkę. Gdy Herakles po zabiciu Syleusa zawitał w gościnę do Dikajosa, natychmiast po jej ujrzeniu zakochał się w niej i poślubił ją. Gdy udał się w dalszą podróż, dziewczyna umarła z rozpaczy. Po powrocie zdjęty żalem heros usiłował rzucić się na stos pogrzebowy żony, od czego z trudem go powstrzymano.
Mit o Syleusie był tematem zaginionego dramatu satyrowego Eurypidesa pt. Syleus.